# Colletes annae
Colletes annae är en biart som beskrevs av Cockerell 1897. Colletes annae ingår i släktet sidenbin, och familjen korttungebin.

## Underarter
Arten delas in i följande underarter:
- C. a. annae
- C. a. disseptus